# Disaster Movie
Disaster Movie är en amerikansk komedi från 2008. Den är regisserad och skriven av Jason Friedberg och Aaron Seltzer.

## Rollista (urval)
- Matt Lanter - Will
- Vanessa Lachey - Amy
- Gary 'G. Thang' Johnson - Calvin
- Nicole Parker - förtrollad prinsessa / Amy Winehouse Look-A-Like / Jessica Simpson Look-A-Like
- Crista Flanagan - Juney / Hannah Montana
- Kim Kardashian - Lisa
- Ike Barinholtz - varg / Javier Bardem Look-A-Like / poliskonstapel / Hellboy / Batman / Beowulf / prins Caspian
- Carmen Electra - vacker lönnmördare
- Tony Cox - Indiana Jones
- Tad Hilgenbrink - prins